# Mazalik József Alfréd
Mazalik József Alfréd (névváltozat: Mazalik Alfréd; Felsőbánya, 1927. november 8. – 2015. október 2.) magyar újságíró, szerkesztő, romániai magyar országgyűlési képviselő.

## Életútja, munkássága
Nagybányán végzett középiskolát (1948), a Bolyai Tudományegyetemen szerzett történelem szakos diplomát (1952). Líceumi tanár Máramarosszigeten. Az itt megjelenő Viaţa Liberă főszerkesztője (1952–56), a Bányavidéki Fáklya helyettes főszerkesztője (1957–59), a Máramarosszigeti Napló szerkesztője (1990), a Bányavidéki Új Szó munkatársa. Cikkeiben Hollósy Simon és Badzey Pál festőművészek máramarosszigeti kapcsolataival foglalkozik. Az RMDSZ máramarosi parlamenti képviselője (1992–1996). Írásaiban megjelenik a városias és a magyarságára büszke Máramarossziget, amely ma már (Padányi Gulyás Béla szavai nyomán) egy „elsüllyedt világ.”